# O Homem Nu (1968)
O homem nu é um filme brasileiro de 1968, do gênero comédia, dirigido por Roberto Santos, com roteiro de Fernando Sabino e Roberto Santos, baseado em crônica de Fernando Sabino no livro O homem nu.
Foi feita uma refilmagem em 1997, dirigida por Hugo Carvana e com Cláudio Marzo no papel principal.

## Sinopse
O filme narra as confusões causadas pelo professor de música folclórica Sílvio Proença que, acidentalmente, fica trancado pelo lado de fora do apartamento de uma amiga, completamente nu. A partir daí, o homem passa por uma série de situações inusitadas, fugindo de um lado para outro para se proteger de uma população totalmente escandalizada. O final surpreende e é bem sacado.

## Elenco
- Paulo José .... Sílvio Proença
- Leila Diniz .... Mariana
- Esmeralda Barros .... Marialva
- Walter Forster .... Gibson
- Íris Bruzzi .... Marieta
- Oswaldo Loureiro .... Ludovico
- Irma Alvarez .... Alva
- Joana Fomm .... Heloísa
- Ana Maria Nabuco .... Magali
- Hélio Ary
- Vera Barreto Leite
- Zózimo Bulbul
- Paulinho da Viola
- Ruth de Souza
- Milton Gonçalves
- Carlos Koppa
- Flávio Migliaccio
- Thelma Reston
- Jofre Soares .... Senador Santos Neves
- Alberto Ruschel
- Elizângela .... filha da vizinha de Marinalva (não creditada)